# Xã Hamburg, Quận Wells, Bắc Dakota
Xã Hamburg (tiếng Anh: Hamburg Township) là một xã thuộc quận Wells, tiểu bang Bắc Dakota, Hoa Kỳ. Năm 2010, dân số của xã này là 39 người.